# Bústia morta
|  | Per a altres significats, vegeu «Bústia morta USB». |

Una bústia morta—dead drop en anglès, de fet la traducció literal seria «lliurament cec» o «lliurament no en viu»— és un mètode d'espionatge que s'utilitza per passar elements o informació entre dos individus utilitzant una ubicació secreta, de manera que no cal que es trobin o es coneguin directament mantenint així la seguretat operativa. El mètode contrasta amb el live drop o lliurament en viu, quan dues persones es troben per intercanviar elements o informació.
Els espies (agents d'intel·ligència encoberts) i els seus agents utilitzen diferents tècniques per a amagar elements (com diners, secrets o instruccions), i per a assenyalar que la bústia morta s'ha fet. Tot i que el senyal i la ubicació ha de ser acordada prèviament, el senyal pot o no pot ser proper a la bústia i els operatius poden o no haver-se conegut.
La ubicació i la naturalesa de la bústia morta ha de permetre recuperar l'element amagat sense que el públic, la policia o altres forces de seguretat puguin veure-ho. Per això s'utilitzen elements o comportaments quotidians per a evitar despertar sospites. Qualsevol ubicació amagada podria servir, tot i que sovint s'utilitza un amagatall, com un maó solt en una paret, un llibre (fals) de biblioteca, o un forat en un arbre.

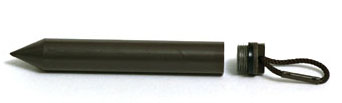
Punxa bústia morta

La punxa de bústia morta és un dispositiu similar a un microamagatall. S'ha utilitzat des de finals de 1960 per a amagar diners, mapes, documents, microfilms i altres elements. La punxa és resistent a l'aigua i els fongs (míldiu) i es pot posar a terra o col·locat en un corrent superficial per a ser recuperat un temps després.
Dispositius de senyalització poden incloure una marca de guix en una paret, un xiclet en un fanal, o un diari abandonat en un banc de parc. El senyal es pot deixar dins la casa del mateix agent, per exemple, penjant una tovallola d'un balcó, o col·locant una planta en una finestra. Aldrich Ames, espia soviètic condemnat com a talp de la CIA, deixava marques de guix en una bústia a Washington DC per a indicar als seus agents que ja havia deixat la bústia morta.
Mentre el mètode de bústia morta és útil per a impedir la captura instantània de qualsevol parella d'espia/agent o una xarxa d'espionatge sencera, no és infal·lible. Si un dels operatius està compromès, pot revelar la ubicació i el senyal per aquella bústia morta específica. El contraespionatge pot utilitzar el senyal mentre manté la ubicació sota vigilància, i pot capturar l'altre operatiu.
El 23 de gener del 2006, l'FSB rus va acusar la Gran Bretanya d'utilitzar les bústies mortes sense fils amagades dins de roques buides per a recollir informació d'espionatge d'agents dins Rússia. Segons les autoritats russes, l'agent que repartia la informació s'apropava a la roca i transmetia dades sense fils dins un dispositiu manual, i més tard el seu agent britànic agafava les dades emmagatzemades per un mitjà similar.
El mètode de bústia morta també s'ha estès a les comunicacions via Internet mitjançant espais compartits on desar informació que es vol transmetre de manera segura i privada. És el cas de l'ús d'esborranys guardats però no enviats en comptes de correu electrònic dels quals es comparteix les credencials d'entrada entre els individus que volen comunicar-se per aquest mitjà. Aquest mètode s'ha utilitzat en casos mediàtics com el del director general de la CIA David Petraeus el qual intercanviava comentaris amb la seva amant Paula Broadwell mitjançant esborranys en un compte de correu electrònic de Gmail.